# Capella Tower
La Capella Tower (aussi connue en tant que 225 South Sixth) est un gratte-ciel de bureaux situé à Minneapolis (Minnesota, États-Unis).
Initialement 225 South Sixth, la tour fut par la suite renommée en Capella Tower, du nom de son principal occupant (une société du même nom).